# Axel von Schinkel
Axel Ferdinand von Schinkel, född den 6 maj 1866 i Gävle, Gävleborgs län, död den 24 augusti 1933 i Sundbyberg, Stockholms län, var en svensk militär.  Han var son till Berndt von Schinkel. 
von Schinkel blev underlöjtnant i flottans reserv 1889, vid Hallands bataljon 1891, löjtnant vid Karlskrona artillerikår 1894 och kapten där 1897. Han tjänstgjorde som platsmajor och adjutant hos befälhavande amiralen i Karlskrona och fortifikationsbefälhavare på Oscarsvärn 1900–1903, vid danska kustartilleriet 1903 och i marinstaben 1905–1908. von Schinkel blev major vid kustartilleriet 1907. Han var ordförande i förvaltningsdirektionen vid Vaxholms kustartilleriregemente samt fortifikationsbefälhavare på Vaxholms fort 1908–1913 och stabschef hos chefen för kustartilleriet 1913–1921. von Schinkel befordrades till överstelöjtnant 1914 och till överste i kustartilleriet 1920. Han övergick som överste till kustartilleriets reserv 1921. von Schinkel  blev riddare av Svärdsorden 1910 och av Nordstjärneorden 1918 samt kommendör av andra klassen av Vasaorden 1923. Han vilar på Norra begravningsplatsen utanför Stockholm.